# Nailloux
Nailloux (Nalhós [najus] en occitan) est une commune française située dans l'est du département de la Haute-Garonne, en région Occitanie.
NB: prononciation orthographique récente ks du x final, par hypercorrection du son S traditionnel.
Sur le plan historique et culturel, la commune est dans le Lauragais, l'ancien « Pays de Cocagne », lié à la fois à la culture du pastel et à l’abondance des productions, et de « grenier à blé du Languedoc ». Exposée à un climat océanique altéré, elle est drainée par la Hyse, la Thésauque, le ruisseau de Grandou et par divers autres petits cours d'eau.
Nailloux est une commune rurale qui compte 4 146 habitants en 2022, après avoir connu une forte hausse de la population depuis 1962. Elle appartient à l'unité urbaine de Nailloux et fait partie de l'aire d'attraction de Toulouse. Ses habitants sont appelés les Naillousains et Naillousaines.

## Géographie

### Localisation
Nailloux est une commune de l'aire d'attraction de Toulouse, située à environ 35 km au sud-est de la capitale régionale et à 40 km au nord de Pamiers, ville la plus peuplée du département voisin de l'Ariège. Elle s'inscrit dans l'unité géographique et historique du Lauragais, dont les racines remontent au Moyen Âge.

### Communes limitrophes
Nailloux est limitrophe de six autres communes.
Les communes limitrophes sont Montesquieu-Lauragais, Aignes, Ayguesvives, Montgeard, Saint-Léon et Seyre.
| Ayguesvives (sur 200 m) | Montesquieu-Lauragais |       |
| Saint-Léon              | Nailloux              | Seyre |
| Aignes                  | Montgeard             |       |

### Géologie
Les sols de Nailloux sont composés d'une combinaison de boulbènes et de terreforts distribués en fonction du relief. La boulbène et surtout le terrefort sont des terres fertiles, support fondamental de la richesse agricole du Lauragais et de Nailloux en particulier.
L'altitude de la commune de Nailloux varie de 190  à   292 mètres et une superficie de 1855 ha.

### Hydrographie

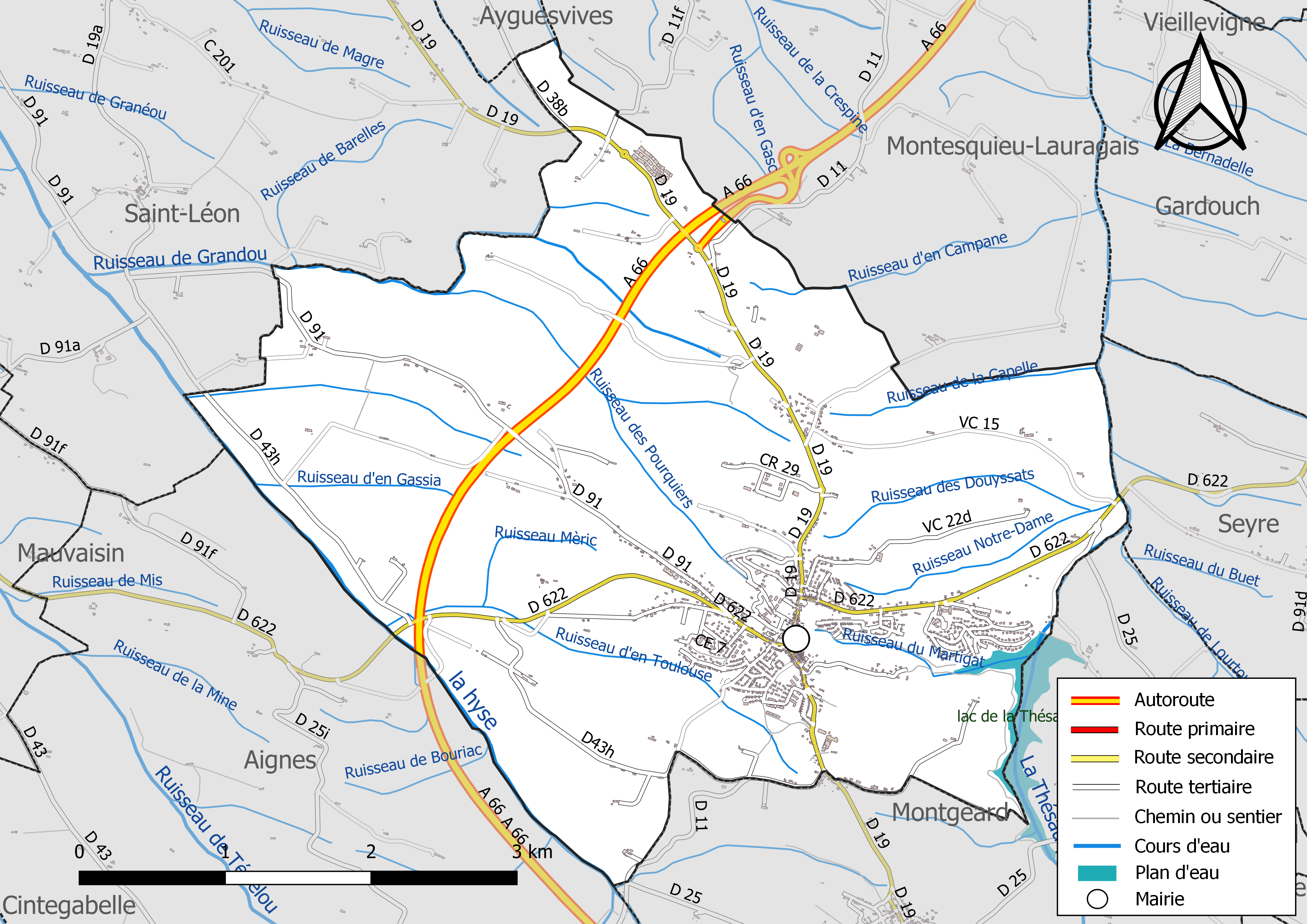
Réseaux hydrographique et routier de Nailloux.

La commune est dans le bassin de la Garonne, au sein du bassin hydrographique Adour-Garonne. Elle est drainée par la Hyse, la Thésauque, le ruisseau de Grandou, le ruisseau de Barelles, le ruisseau de Bouriac, le ruisseau de la Capelle, le ruisseau de la Fage, le ruisseau d'en Campane, le ruisseau d'en Gassia, le ruisseau d'en Toulouse, le ruisseau des Douyssats, le ruisseau des Pourquiers, le ruisseau des Pourquiers, le ruisseau du Martigat, et par deux petits cours d'eau, constituant un réseau hydrographique de 27 km de longueur totale,.
La Hyse, d'une longueur totale de 29,3 km, prend sa source dans la commune de Gibel et s'écoule du sud-est vers le nord-ouest. Elle traverse la commune et se jette dans l'Ariège à Venerque, après avoir traversé 10 communes.
La Thésauque, d'une longueur totale de 16,7 km, prend sa source dans la commune de Caignac et s'écoule vers le nord. Elle traverse la commune et se jette dans l'Hers-Mort à Villenouvelle.
Nailloux présente un réseau hydrographique divisé en deux, à peu près au milieu du territoire communal, sur un axe Nord-Ouest Sud-Est. Cette ligne de démarcation correspond à peu près à la route départementale 19 qui suit la crête d'une de ces collines allongées que les lauragais appellent les "serres".
La moitié Ouest de la commune fait partie du bassin versant de l'Aïse (ou Hyze), affluent de l'Ariège qui prend sa source sur la commune de Gibel. La moitié Est dépend quant à elle de la Thésauque, qui prend sa source à Caignac et se jette dans l'Hers-Mort. à Villenouvelle, la Thésauque a une importance toute particulière puisqu'elle forme un lac artificiel de 33 ha à l'extrémité sud-est de la commune, le lac de la Thésauque.

### Climat
Pour des articles plus généraux, voir Climat de l'Occitanie et Climat de la Haute-Garonne.
En 2010, le climat de la commune est de type climat océanique altéré, selon une étude s'appuyant sur une série de données couvrant la période 1971-2000. En 2020, Météo-France publie une typologie des climats de la France métropolitaine dans laquelle la commune est toujours exposée à un climat océanique altéré et est dans la région climatique  Aquitaine, Gascogne, caractérisée par une pluviométrie abondante au printemps, modérée en automne, un faible ensoleillement au printemps, un été chaud (19,5 °C), des vents faibles, des brouillards fréquents en automne et en hiver et des orages fréquents en été (15 à 20 jours).
Pour la période 1971-2000, la température annuelle moyenne est de 12,8 °C, avec une amplitude thermique annuelle de 15,4 °C. Le cumul annuel moyen de précipitations est de 774 mm, avec 9,5 jours de précipitations en janvier et 5,5 jours en juillet. Pour la période 1991-2020, la température moyenne annuelle observée sur la station météorologique la plus proche, située sur la commune de Ségreville à 18 km à vol d'oiseau, est de 13,4 °C et le cumul annuel moyen de précipitations est de 747,6 mm,. Pour l'avenir, les paramètres climatiques de la commune estimés pour 2050 selon différents scénarios d'émission de gaz à effet de serre sont consultables sur un site dédié publié par Météo-France en novembre 2022.

## Urbanisme

### Typologie
Au 1er janvier 2024, Nailloux est catégorisée bourg rural, selon la nouvelle grille communale de densité à sept niveaux définie par l'Insee en 2022.
Elle appartient à l'unité urbaine de Nailloux, une unité urbaine monocommunale constituant une ville isolée,. Par ailleurs la commune fait partie de l'aire d'attraction de Toulouse, dont elle est une commune de la couronne,. Cette aire, qui regroupe 527 communes, est catégorisée dans les aires de 700 000 habitants ou plus (hors Paris),.

### Occupation des sols
L'occupation des sols de la commune, telle qu'elle ressort de la base de données européenne d’occupation biophysique des sols Corine Land Cover (CLC), est marquée par l'importance des territoires agricoles (91,1 % en 2018), en diminution par rapport à 1990 (96,6 %). La répartition détaillée en 2018 est la suivante : 
terres arables (80,7 %), zones agricoles hétérogènes (10,5 %), zones urbanisées (7,5 %), eaux continentales (0,9 %), forêts (0,4 %). L'évolution de l’occupation des sols de la commune et de ses infrastructures peut être observée sur les différentes représentations cartographiques du territoire : la carte de Cassini (XVIIIe siècle), la carte d'état-major (1820-1866) et les cartes ou photos aériennes de l'IGN pour la période actuelle (1950 à aujourd'hui).

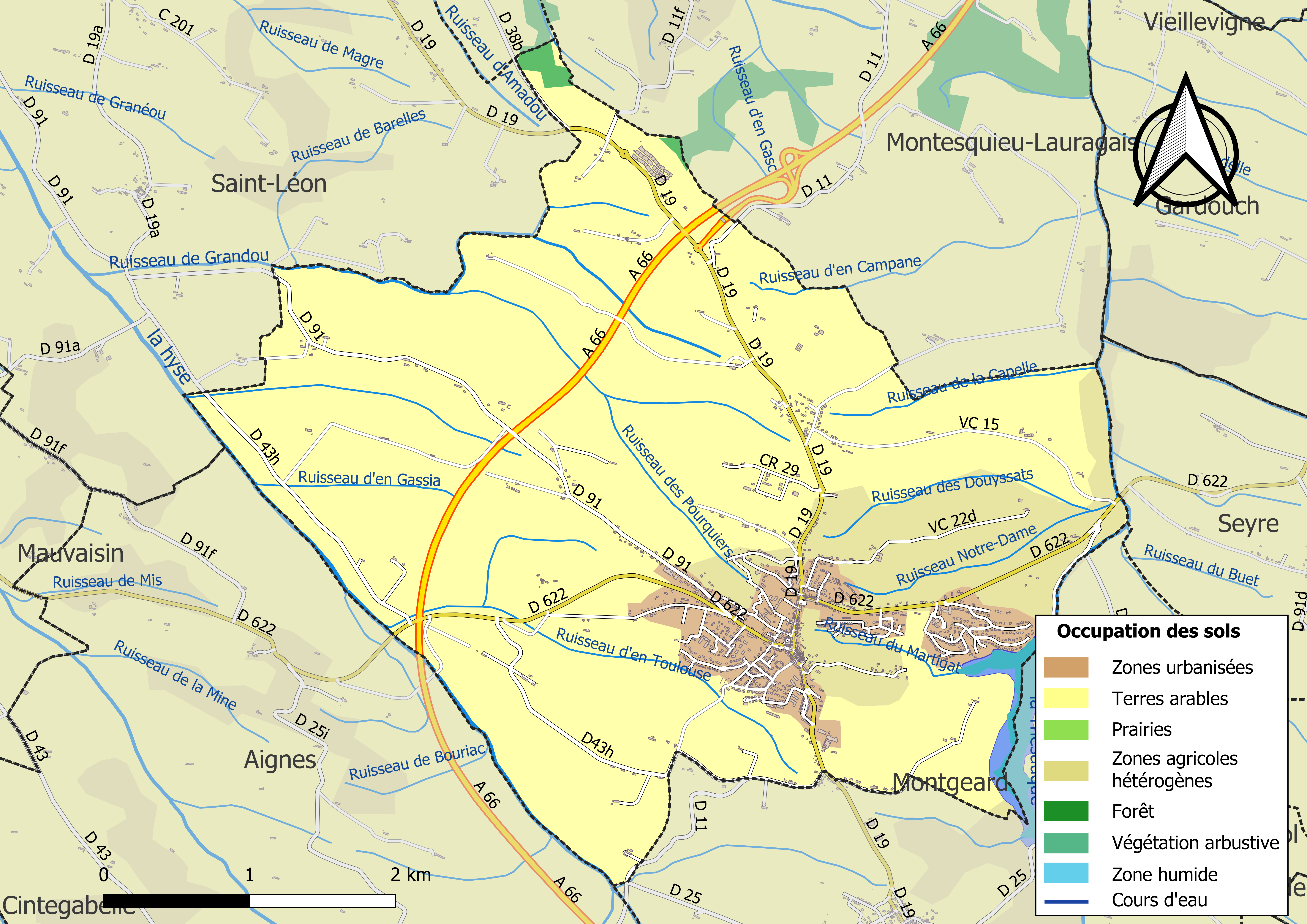
Carte des infrastructures et de l'occupation des sols de la commune en 2018 (CLC).

### Voies de communication et transports

#### Voies routières

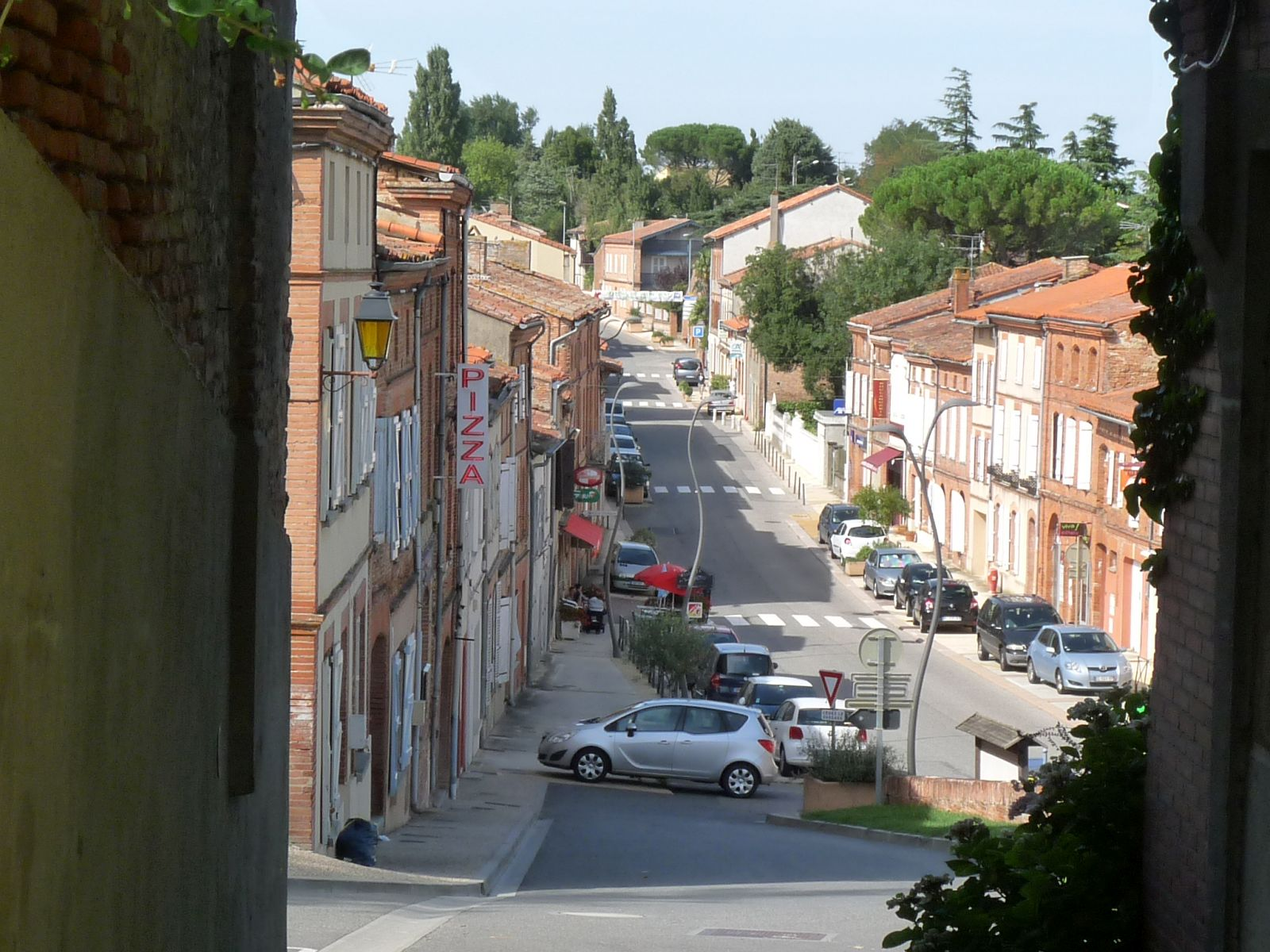
Rue de la République

En février 2002, l'arrivée de l'autoroute A66 à Nailloux a été un choc dans l'histoire du village. Dans cette partie de la Haute-Garonne traditionnellement consacrée à l'agriculture, l'implantation de l'autoroute qui met le village à une trentaine de minutes de l'agglomération toulousaine, en fait une zone particulièrement attractive.
La commune de Nailloux est desservie  l'autoroute A66 (sortie  1) et l'ancienne route nationale 622.

#### Transports en commun
La ligne express Hop!303 du réseau Arc-en-Ciel relie le centre de la commune à la station Université-Paul-Sabatier du métro de Toulouse, et la ligne 327 relie le centre de la commune à la gare de Villefranche-de-Lauragais en correspondance avec des TER Occitanie en direction de Toulouse-Matabiau.
Les gares les plus proches sont la gare de Baziège ou la gare de Villefranche-de-Lauragais desservies par des TER Occitanie sur la ligne de Bordeaux-Saint-Jean à Sète-Ville.

### Risques majeurs
Le territoire de la commune de Nailloux est vulnérable à différents aléas naturels : météorologiques (tempête, orage, neige, grand froid, canicule ou sécheresse), inondations et séisme (sismicité très faible). Un site publié par le BRGM permet d'évaluer simplement et rapidement les risques d'un bien localisé soit par son adresse soit par le numéro de sa parcelle.
Certaines parties du territoire communal sont susceptibles d’être affectées par le risque d’inondation par débordement de cours d'eau, notamment le Thésauque. La commune a été reconnue en état de catastrophe naturelle au titre des dommages causés par les inondations et coulées de boue survenues en 1982, 1996, 1998, 1999 et 2009,.

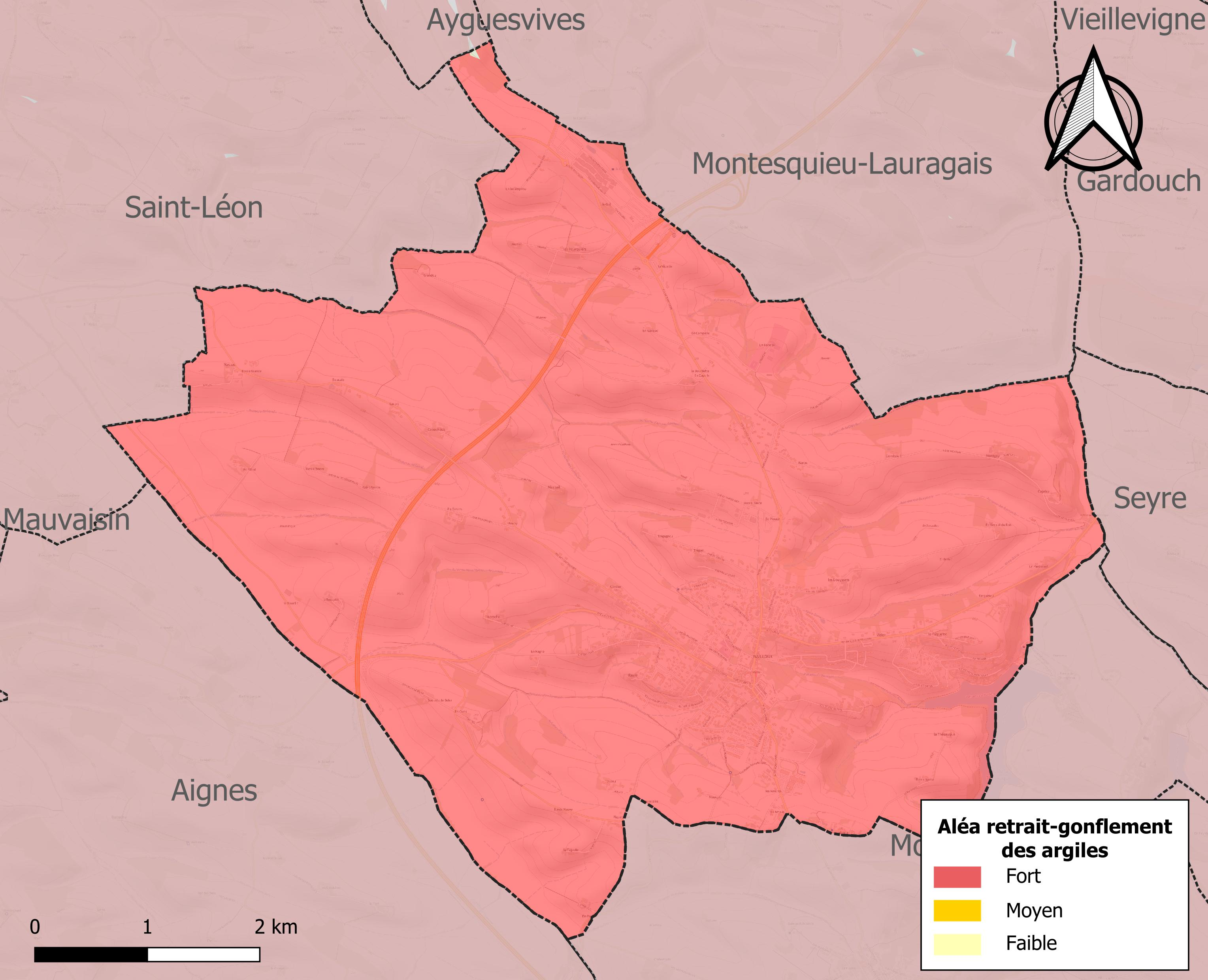
Carte des zones d'aléa retrait-gonflement des sols argileux de Nailloux.

Le retrait-gonflement des sols argileux est susceptible d'engendrer des dommages importants aux bâtiments en cas d’alternance de périodes de sécheresse et de pluie. La totalité de la commune est en aléa moyen ou fort (88,8 % au niveau départemental et 48,5 % au niveau national). Sur les 1 161 bâtiments dénombrés sur la commune en 2019, 1 161 sont en aléa moyen ou fort, soit 100 %, à comparer aux 98 % au niveau départemental et 54 % au niveau national. Une cartographie de l'exposition du territoire national au retrait gonflement des sols argileux est disponible sur le site du BRGM,.
Par ailleurs, afin de mieux appréhender le risque d’affaissement de terrain, l'inventaire national des cavités souterraines permet de localiser celles situées sur la commune.
Concernant les mouvements de terrains, la commune a été reconnue en état de catastrophe naturelle au titre des dommages causés par la sécheresse en 1989, 1991, 1993, 2002, 2003, 2012 et 2016 et par des mouvements de terrain en 1999.

## Toponymie
L'origine du nom de cette commune est discutée par les spécialistes. Une hypothèse récente propose d'expliquer la graphie ancienne Analhosio (1377) par le rapprochement de la préposition En- (qui se rattache à al-) qui a le sens de hauteur et de la finale -Alhosio (issue du gaulois -oialos) qui signifie clairière. Suivant cette hypothèse, le nom de Nailloux rappellerait les origines du lieu, probablement un espace élevé et découvert dans une forêt : une clairière au sommet d'une colline.

## Histoire
Le site de Nailloux semble avoir été habité très tôt, puisque des galets éclatés et des pierres polies ont été trouvés sur le territoire de la commune. La présence gallo-romaine a également été attestée grâce à la découverte de débris de poteries d'amphores et de tuiles à rebord. Étant donné la fertilité exceptionnelle des sols, il est possible que la présence d'une villa gallo-romaine ait provoqué un défrichement limité du territoire. L'habitat semble s'être d'abord fixé au niveau le plus élevé de la commune, c'est-à-dire à l'emplacement de l'actuelle place de l'église.
Au Moyen Âge, le territoire est divisé en trois communautés qui forment une seule et même paroisse : 1° Nailloux, qui correspond au centre du vieux village et à la majorité du territoire actuel de la commune, 2° Viviers-lès-Nailloux, qui s'étendait à l'extrémité Nord du village autour du la rue du Laytié, et 3° Soucale qui coïncide aujourd'hui avec le hameau de Mauzac situé au Nord-Ouest du village. Ces trois communautés disparaissent avec la Révolution française.
Il y a peu d'éléments pour faire l'histoire détaillée des villages de Soucale et de Viviers.Tous deux appartenaient aux Chevaliers de Saint-Jean de Jérusalem : Viviers dépendait de la Commanderie de Caignac, tandis que Soucale appartenait à la Commanderie de Renneville. Il faut aussi remarquer que d'après le cadastre de 1676, le village de Viviers avait une église, un cimetière et un château féodal, tous disparus aujourd'hui.

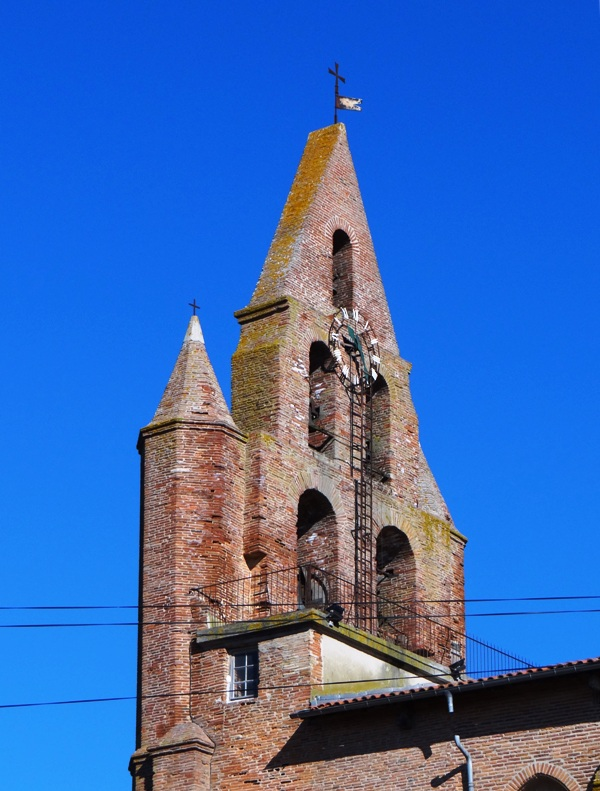
Clocher-mur de l'église Saint-Martin

L'histoire du village de Nailloux est mieux connue. Il s'agit de la colline sud-est du vieux village, le cœur ancien de la commune, c'est-à-dire dans un premier temps le quartier du vieux fort, également appelé "la ville", avec sa belle porte Nord. Alors que ce fort daterait au moins du XIIIe siècle, voire du XIe siècle, le premier document écrit sur Nailloux remonte à 1292, soit plus de soixante ans après la fin de la croisade des Albigeois (1208-1229). Le lien avec la lutte contre le catharisme est ici important, puisqu'il s'agit d'une charte en latin indiquant que le roi de France (Philippe IV le Bel) prend possession de Nailloux à travers un échange de terres : le domaine des Bastards à Ayguevives dont il était propriétaire contre cette "vila de Analhosium" qui appartenait aux frères Bernard et Normand de Villèle. Les Villèle, famille connue pour son engagement dans la cause cathare, avaient auparavant acheté ce fief à un certain Jourdain de Lisle, seul seigneur de Nailloux ayant survécu à la croisade. Les deux autres communautés de Soucale et Viviers avaient été confisquées et attribuées aux commanderies de Renneville et de Caignac. En cela, cet acte pourrait être interprété comme une volonté de soumettre pacifiquement une zone encore au moins partiellement acquise à l'hérésie en supprimant sa tête.
Vingt-cinq ans plus tard (1317), la fondation par le roi Philippe V le Long de la bastide de Montgeard, tout près de Nailloux, peut être interprétée comme une expérience visant à concurrencer et vider de ses habitants l'ancien village cathare de Nailloux. Cependant, si un tel plan a existé, il échoue puisque Nailloux obtient un an plus tard (1318) le droit de créer une bastide à l'Est du fort, le "faubourg d'Auta". Les deux communautés de Montgeard et Nailloux sont même réunies en une seule et même paroisse à l'occasion de la création de la bastide de Nailloux. Quatre voies parallèles (rues Occitane, du Four, de la Boucherie et des Pyrénées) et deux perpendiculaires (rues Occitane et des Remises) laissent deviner aujourd'hui le parcellaire primitif de la bastide.
La fin du Moyen Âge est à Nailloux comme dans beaucoup d'autres villages du Lauragais une période de prospérité. Pendant environ un siècle, du milieu du XVe siècle jusqu'aux guerres de religion (1562), Nailloux bénéficie de "l'âge d'or du pastel", cultivant de manière intensive cette plante. Sur un cadastre postérieur à cette période (1676), pas moins de six moulins pasteliers peuvent être repérés sur le territoire de la commune. A Nailloux comme dans le village voisin de Montgeard, cet essor économique a laissé des traces : l'église de Nailloux, datable de la fin du XVe siècle et de la première moitié du XVIe siècle, a ainsi été construite à cette époque (une cloche est datée de 1490) et son retable, élément de décoration le plus ancien, date de la même période (deuxième moitié du XVe siècle),,.

## Politique et administration

### Administration municipale
Le nombre d'habitants au recensement de 2017 étant compris entre 3 500 habitants et 4 999 habitants, le nombre de membres du conseil municipal pour l'élection de 2020 est de vingt-sept,.

### Rattachements administratifs et électoraux
Commune faisant partie de la dixième circonscription de la Haute-Garonne, de la communauté de communes des Terres du Lauragais et du canton d'Escalquens (avant le redécoupage départemental de 2014, Nailloux était le chef-lieu de l'ex-canton de Nailloux et avant le 1er janvier 2017, elle faisait partie de la communauté de communes des coteaux du Lauragais Sud).

### Liste des maires

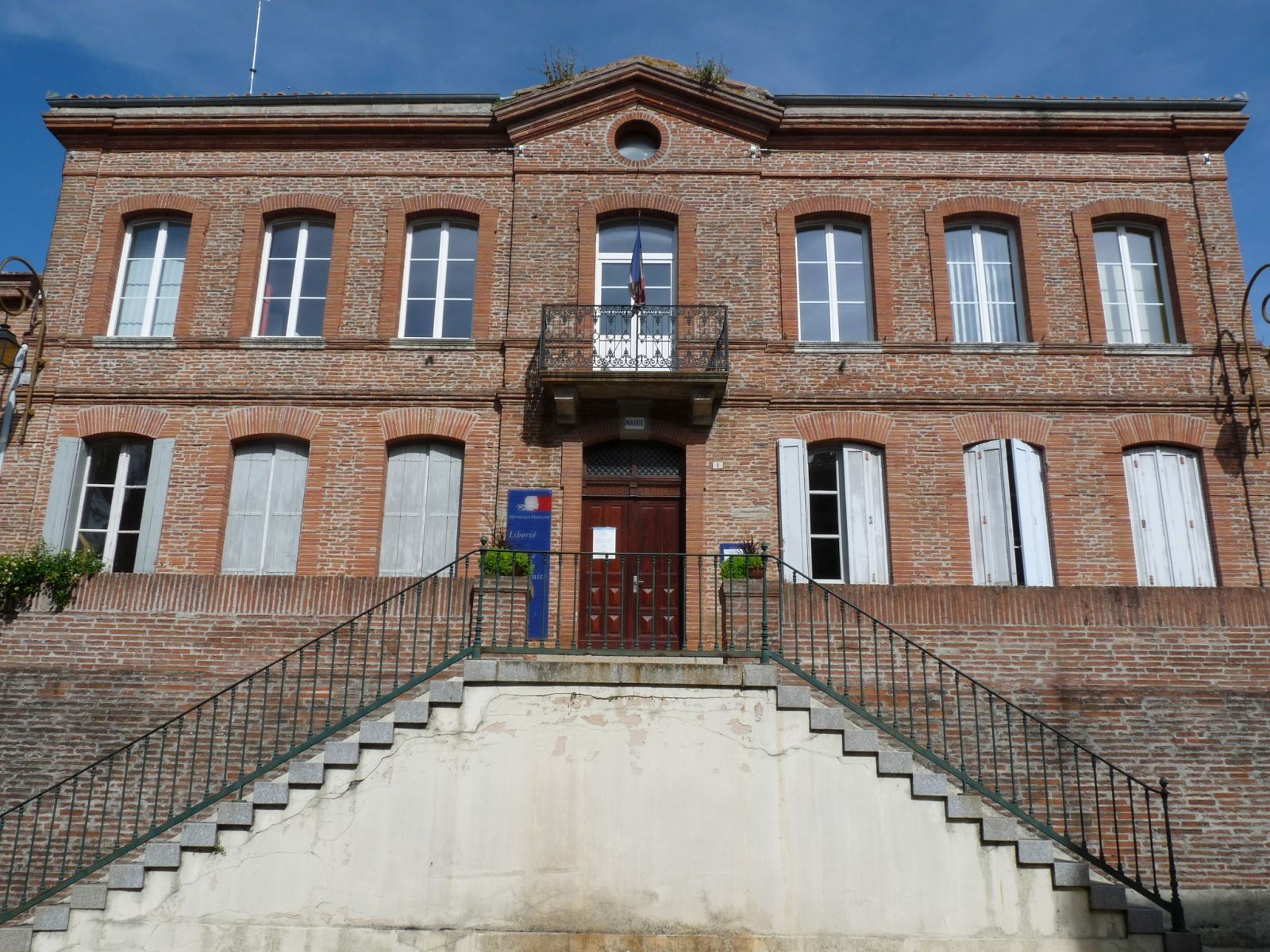
La mairie.

| Période                                  | Période      | Identité      | Étiquette    | Qualité |
| ---------------------------------------- | ------------ | ------------- | ------------ | --- |
| Les données manquantes sont à compléter. |              |               |              | |
| mars 1965                                | mars 1983    | Roger Carcy   | SFIO puis PS | |
| mars 1983                                | mars 2008    | Georges Méric | PS           | Médecin gériatre Conseiller général de Nailloux (1988 → 2015) Vice-président du conseil général (1994 → 2011) |
| mars 2008                                | octobre 2017 | Michel Dutech | PS           | Médecin généraliste Démissionnaire                                                                            |
| octobre 2017                             | En cours     | Lison Gleyses | PS           | Aide-soignante, suppléante du député Jacques Oberti                                                           |

### Tendances politiques et résultats

#### Résultats des élections 2012
Élections présidentielles de 2012 à Nailloux :
Au premier tour, François Hollande arrive en tête avec 31,79 %, Nicolas Sarkozy en deuxième avec 22,08 % des suffrages, puis 16,81 % pour Marine Le Pen, 13,29 % pour Jean-Luc Mélenchon et 8,86 % pour François Bayrou.
Au second tour, c'est François Hollande qui arrive en tête avec 59,59 % des suffrages contre 40,41 % pour Nicolas Sarkozy.
Élections législatives de 2012 à Nailloux :
| Candidat    | Candidat           | Parti            | Premier tour | Premier tour | Second tour | Second tour |
| Candidat    | Candidat           | Parti            | Voix         | %            | Voix        | %           |
| ----------- | ------------------ | ---------------- | ------------ | ------------ | ----------- | ----------- |
|             | Kader Arif         | PS               | 371          | 36,77%       | 584         | 61,93%      |
|             | Dominique Faure    | UMP-AC-PR        | 230          | 22,79        | 359         | 38,07 %     |
|             | Gilbert Hébrard    | PS diss.         | 111          | 11           |             |             |
|             | Marie Lopau        | FN               | 118          | 11,69        |             |             |
|             | Christian Picquet  | FG (GU)          | 67           | 6,64         |             |             |
|             | Didier-Claude Rod  | EELV-POC         | 45           | 4,46         |             |             |
|             | Jean-Pierre Albouy | ARES-NC-AC-MoDem | 27           | 2,68         |             |             |
|             | Daniel Ruffat      | PS diss.         | 10           | 0,99         |             |             |
|             | Laurent Fontaneau  | AÉI              | 12           | 1,12         |             |             |
|             | Laurent Cunin      | PVB              | 10           | 0,99         |             |             |
|             | Raymond Coustures  | NPA              | 4            | 0,40         |             |             |
|             | Antoine Missier    | LO               | 3            | 0,30         |             |             |
|             | Jacques Dumeunier  | POI              | 1            | 0,10         |             |             |
|             |                    |                  |              |              |             |             |
| Inscrits    | Inscrits           | Inscrits         | 1 173        | 100,00       | 1 173       | 100,00      |
| Abstentions | Abstentions        | Abstentions      | 750          | 42,30        | 793         | 44,73       |
| Votants     | Votants            | Votants          | 1 023        | 27,70        | 980         | 55,27       |

On observe que Nailloux vote plus à gauche que la circonscription (Kader Arif obtient 61,93 % à Nailloux mais 57,78 % sur l'ensemble de la circonscription).

## Élections de 2017
Élection Présidentielle
| Candidat              | Voix | %     | Voix  | %     |
| --------------------- | ---- | ----- | ----- | ----- |
| Emmanuel Macron       | 466  | 24,95 | 1 075 | 68,30 |
| Marine Le Pen         | 382  | 20,45 | 499   | 31,70 |
| Jean-Luc Mélenchon    | 432  | 23,13 |       |       |
| François Fillon       | 252  | 13,49 |       |       |
| Benoît Hamon          | 144  | 7,71  |       |       |
| Nicolas Dupont-Aignan | 100  | 5,35  |       |       |
| Jean Lassalle         | 40   | 2,14  |       |       |
| Philippe Poutou       | 25   | 1,34  |       |       |
| François Asselineau   | 14   | 0,75  |       |       |
| Nathalie Arthaud      | 10   | 0,54  |       |       |
| Jacques Cheminade     | 3    | 0,16  |       |       |

### Jumelages
- Canfranc (Espagne).
- Bucium (Roumanie).

## Population et société

### Démographie
| 1793  | 1800  | 1806  | 1821  | 1831  | 1836  | 1841  | 1846  | 1851  |
| ----- | ----- | ----- | ----- | ----- | ----- | ----- | ----- | ----- |
| 1 149 | 1 195 | 1 250 | 1 234 | 1 366 | 1 300 | 1 367 | 1 500 | 1 518 |

| 1856  | 1861  | 1866  | 1872  | 1876  | 1881  | 1886  | 1891  | 1896  |
| ----- | ----- | ----- | ----- | ----- | ----- | ----- | ----- | ----- |
| 1 560 | 1 408 | 1 427 | 1 414 | 1 308 | 1 258 | 1 241 | 1 240 | 1 157 |

| 1901  | 1906  | 1911 | 1921 | 1926 | 1931 | 1936 | 1946 | 1954 |
| ----- | ----- | ---- | ---- | ---- | ---- | ---- | ---- | ---- |
| 1 072 | 1 044 | 968  | 799  | 785  | 783  | 807  | 776  | 660  |

| 1962 | 1968 | 1975 | 1982 | 1990  | 1999  | 2005  | 2006  | 2010  |
| ---- | ---- | ---- | ---- | ----- | ----- | ----- | ----- | ----- |
| 668  | 678  | 663  | 730  | 1 026 | 1 237 | 1 788 | 1 917 | 3 076 |

| 2015  | 2020  | 2022  | - | - | - | - | - | - |
| ----- | ----- | ----- | - | - | - | - | - | - |
| 3 706 | 3 955 | 4 146 | - | - | - | - | - | - |

| selon la population municipale des années : | 1968 | 1975 | 1982 | 1990 | 1999 | 2006 | 2009 | 2013 |
| Rang de la commune dans le département      | 115  | 118  | 125  | 120  | 118  | 95   | 73   | 63   |
| Nombre de communes du département           | 592  | 582  | 586  | 588  | 588  | 588  | 589  | 589  |

## Économie
Ancienne bastide médiévale, le village de Nailloux connaît un très grand développement depuis quelques années. En effet, depuis l'ouverture de l'A66, la commune n'est plus qu'à 30 minutes de l'agglomération toulousaine. Constructions privées et lotissements fleurissent donc. La démographie témoigne de ce développement spectaculaire. L'ouverture du collège Condorcet, route de Montgeard, à la rentrée 2004 ainsi que celle d'un nouveau groupe scolaire (maternelles) à la rentrée 2007-2008, le montrent également.
« Nailloux Outlet Village », est un village de marques de 34 000 m2, ouvert le 23 novembre 2011 pour commercialiser les surplus de stocks de grandes enseignes. Depuis son ouverture, le village de marques a été agrandi pour accueillir plus de 90 marques.
L'agriculture, basée sur les grandes cultures pluviales (dominante de tournesol et de blé dur ; présence secondaire de blé tendre, colza et sorgho, etc.), a encore une place importante mais tend à diminuer en faveur de zones résidentielles liées à la proximité de l'agglomération toulousaine puisque Nailloux se trouve dans son aire urbaine. L'artisanat ainsi que le commerce y sont bien représentés.

### Enseignement
Nailloux fait partie de l'académie de Toulouse.
L'éducation est assurée sur la commune par l'école maternelle Pauline Kergomard, l'école élémentaire Jean Rostand et le collège Condorcet.

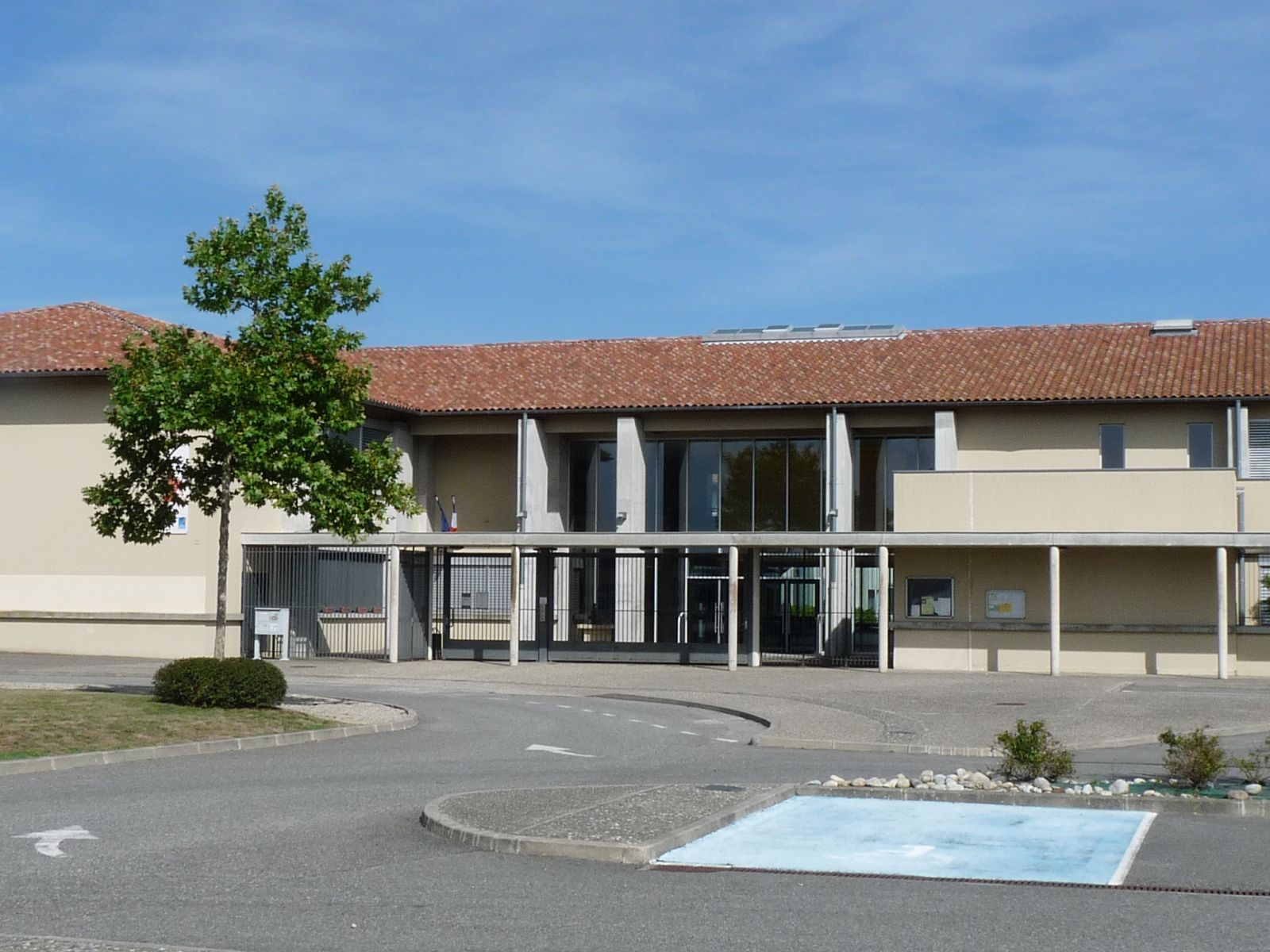
Le collège Condorcet
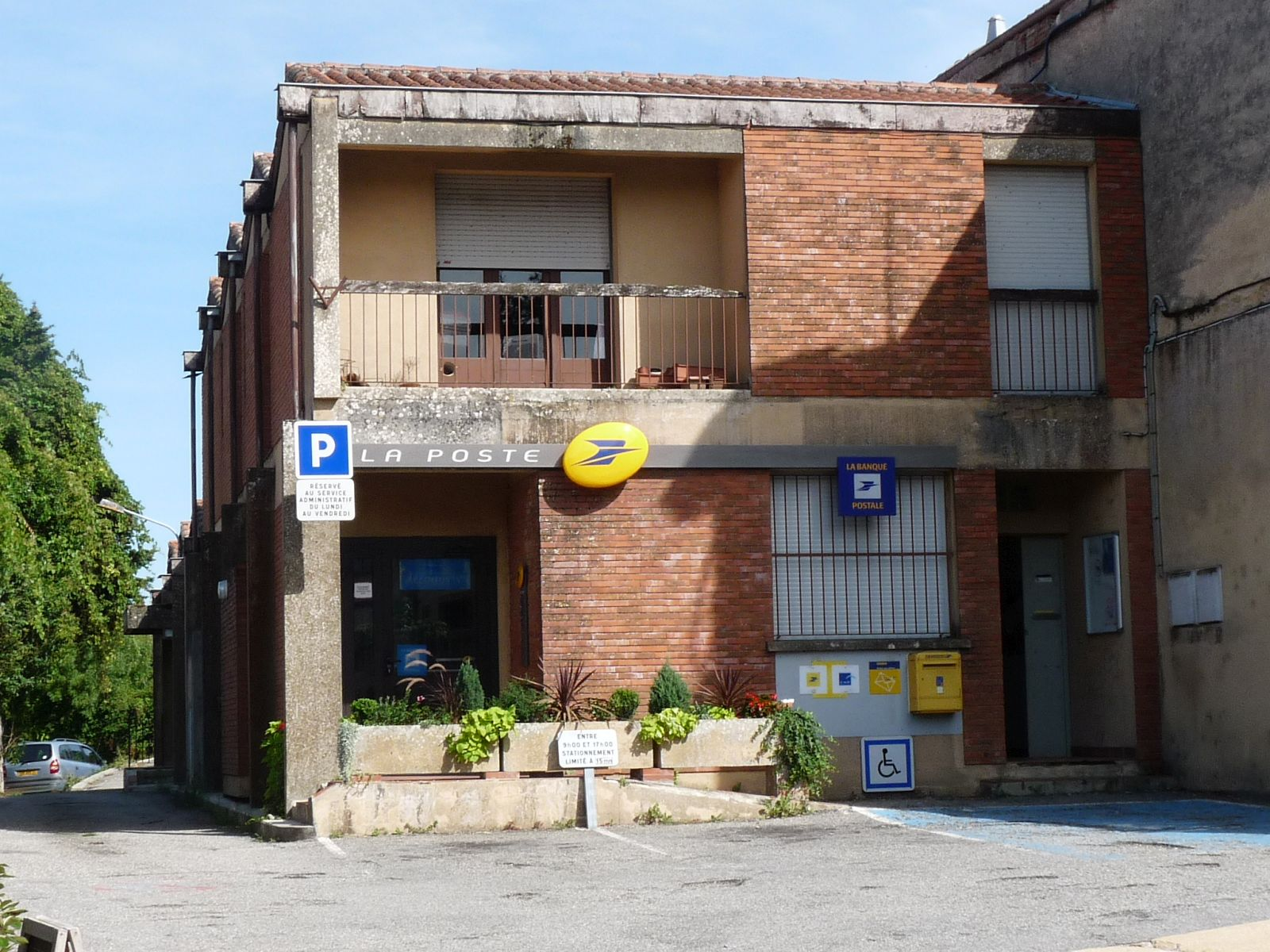
La poste

### Culture et manifestations
- Festival Nailloux Sciences[54]
- De nombreuses associations existent sur la commune[55]

### Sports
Arts martiaux : Judo, Ju-jitsu, Taek Dojang, Taekwondo.
Sports collectifs : Football Union sportive Naillousaine, Basketball,  Rugby à XV Hers-Lauragais XV, Volley-ball Volley Ball Naillousain.
Sports individuels : Badminton Nailloux Badminton, Tennis Tennis Club Naillousain

### Écologie et recyclage
La collecte et le traitement des déchets des ménages et des déchets assimilés ainsi que la protection et la mise en valeur de l'environnement se font dans le cadre de la Communauté de Communes des Terres du Lauragais, Ex CoLaurSud (communauté de communes des coteaux du Lauragais Sud).
Une déchèterie est située sur la commune de Montgeard sur la route de Nailloux à Calmont.

## Culture locale et patrimoine

### Lieux et monuments

#### Patrimoine religieux
L'église paroissiale Saint-Martin (fin XVe siècle - début XVIe siècle) et son clocher-mur typique du Toulousain. L'église Saint-Martin abrite un retable, ensemble de cinq panneaux d'albâtre sculptés en haut-relief dédié à la Passion du Christ et daté de la deuxième moitié du XVe siècle. L'édifice est inscrit monument historique depuis 1926.
Le retable de Nailloux est un ensemble de cinq panneaux en albâtre, sculpté en haut-relief, conservé dans l'église Saint-Martin du village. Il s'agit d'un albâtre dit "de Nottingham", datable de la deuxième moitié du XVe siècle. Sa présence dans l'église de Nailloux s'explique probablement par l'extraordinaire richesse des marchands de pastel de la région et leurs liens avec les marchés de l'art européens, comme l'atteste l'église Notre-Dame du village voisin de Montgeard. Consacré à la Passion du Christ, l’œuvre présente successivement l'Arrestation, la Flagellation, la Crucifixion (panneau central), la Mise au Tombeau et la Résurrection du Christ. L'église voisine de Montgeard possède aussi un retable d'albâtre anglais, mais démembré, dédié à la Vie de la Vierge. La présence de ces œuvres de même provenance dans des églises si proches l'une de l'autre n'est pour l'instant pas expliquée. Le retable de Nailloux a été classé Monument Historique au titre d’objet le 30 octobre 1914.

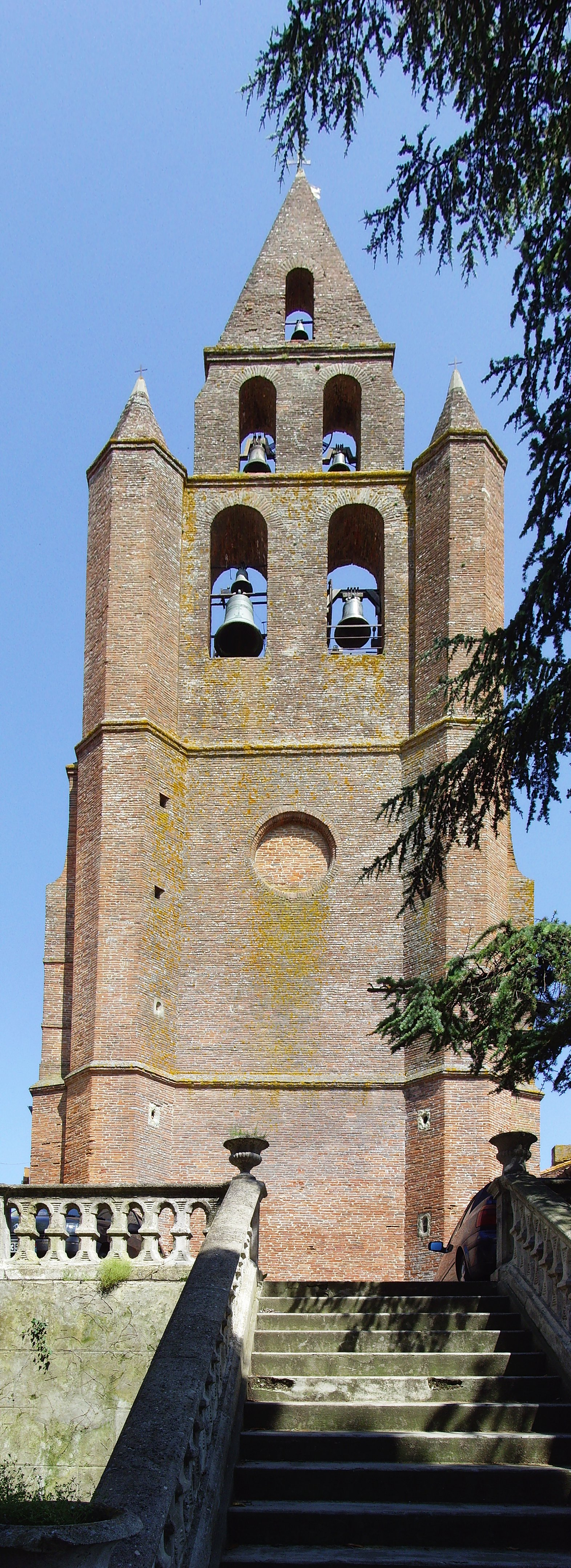
Le clocher de l'église Saint-Martin
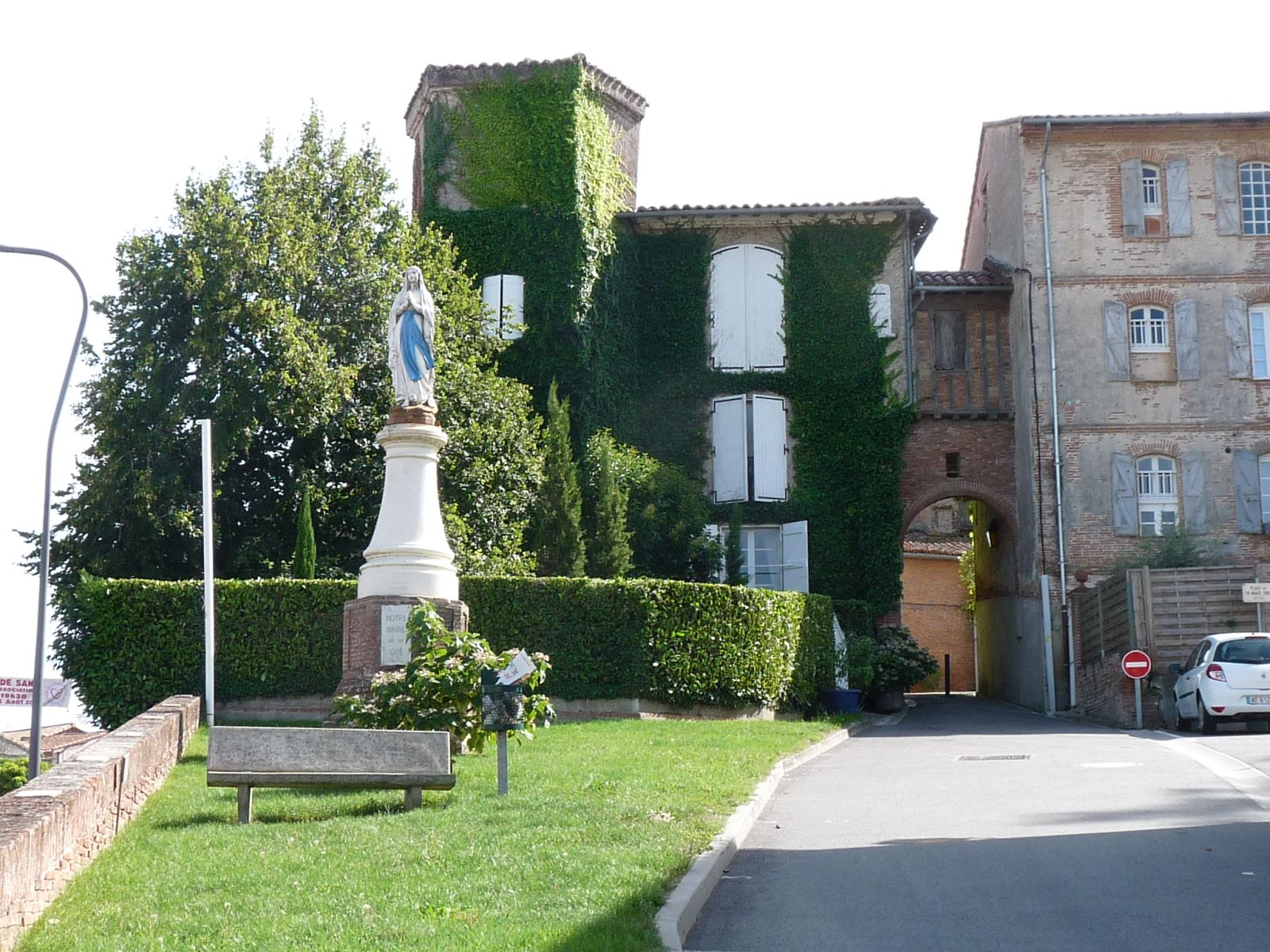
Statue de la Vierge et ancienne porte
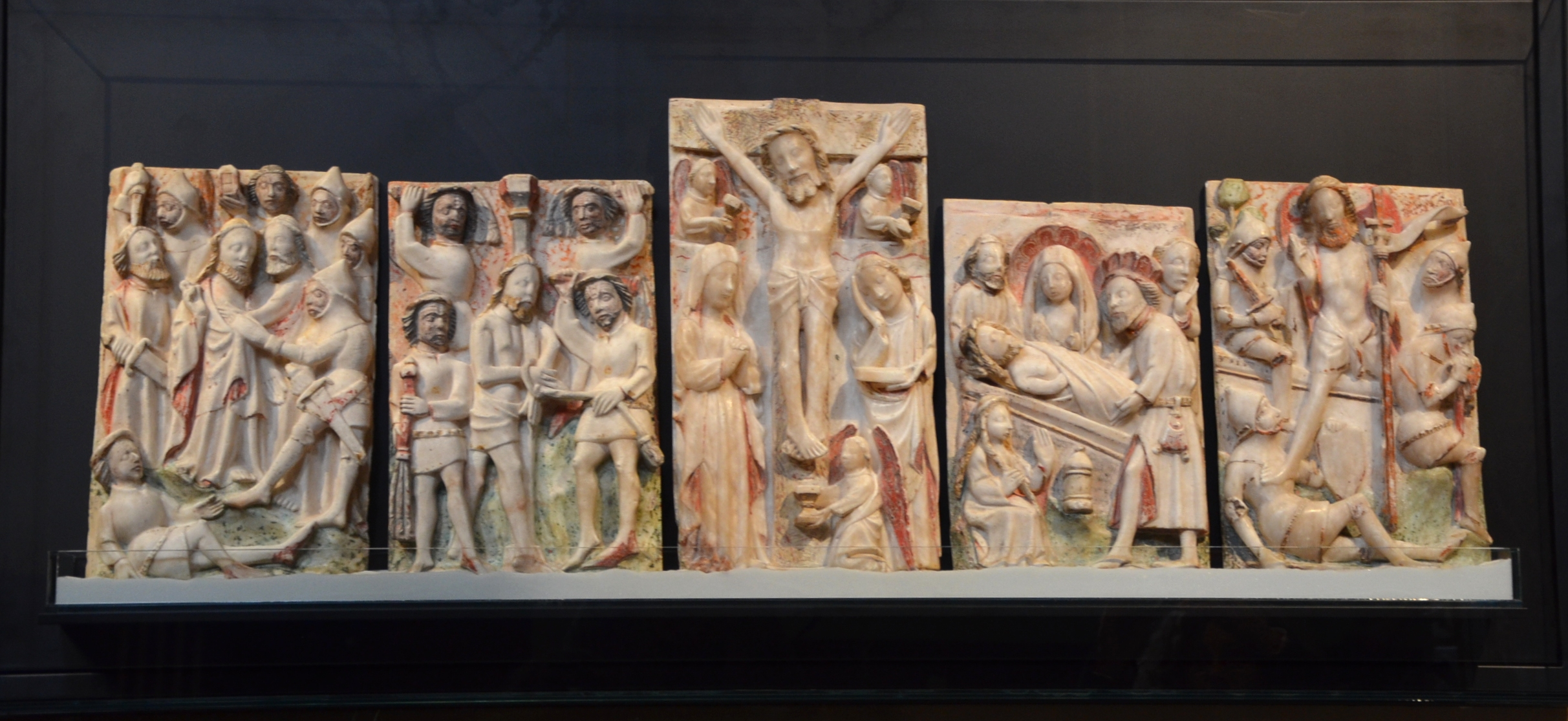
Retable de Nailloux

#### Patrimoine civil
- Foyer Saint-Martin, maison de maître du XVIIIe siècle avec deux tours carrées, inscrit monument historique depuis 1926[59].
- Le moulin à 6 ailes.
- La fontaine de Saint-Meen et son lavoir.
- Statue de la Liberté (souscription cantonale de 1904).
- Moulin de Nougarasse (authentique moulin pastelier, reconverti ensuite pour le blé).
- Lac de la Thésauque.

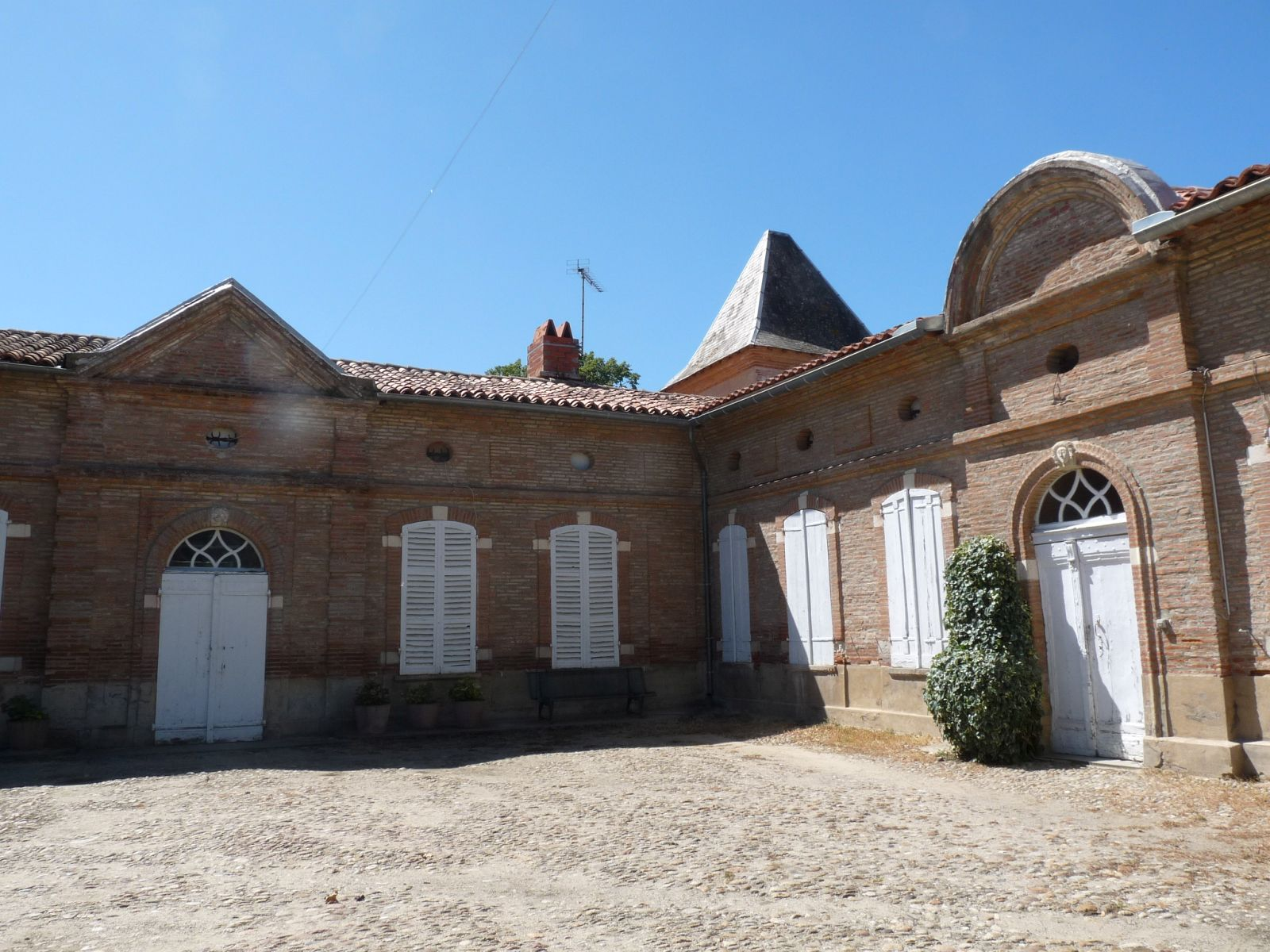
Le foyer Saint-Martin.
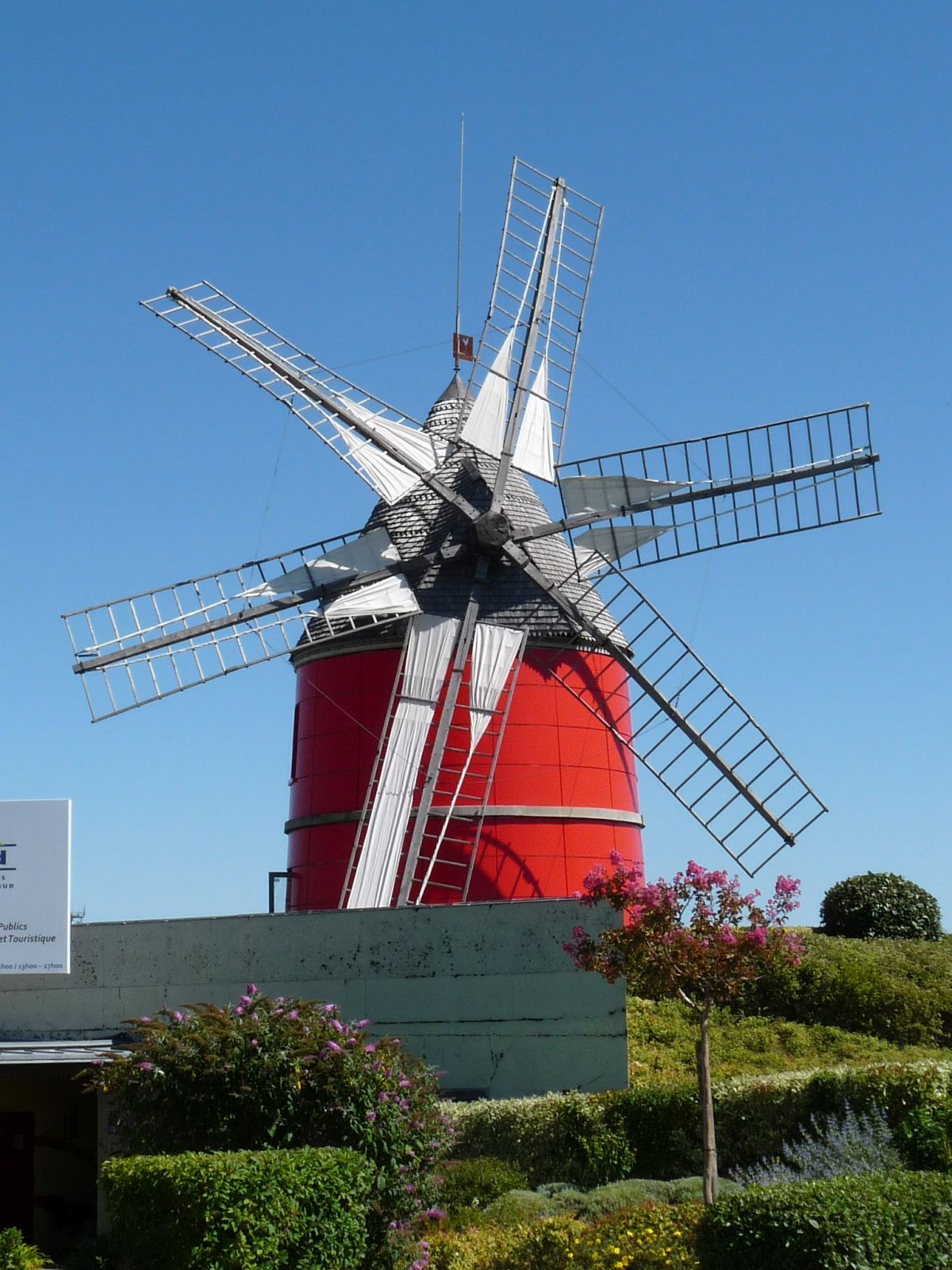
Le moulin à vent.
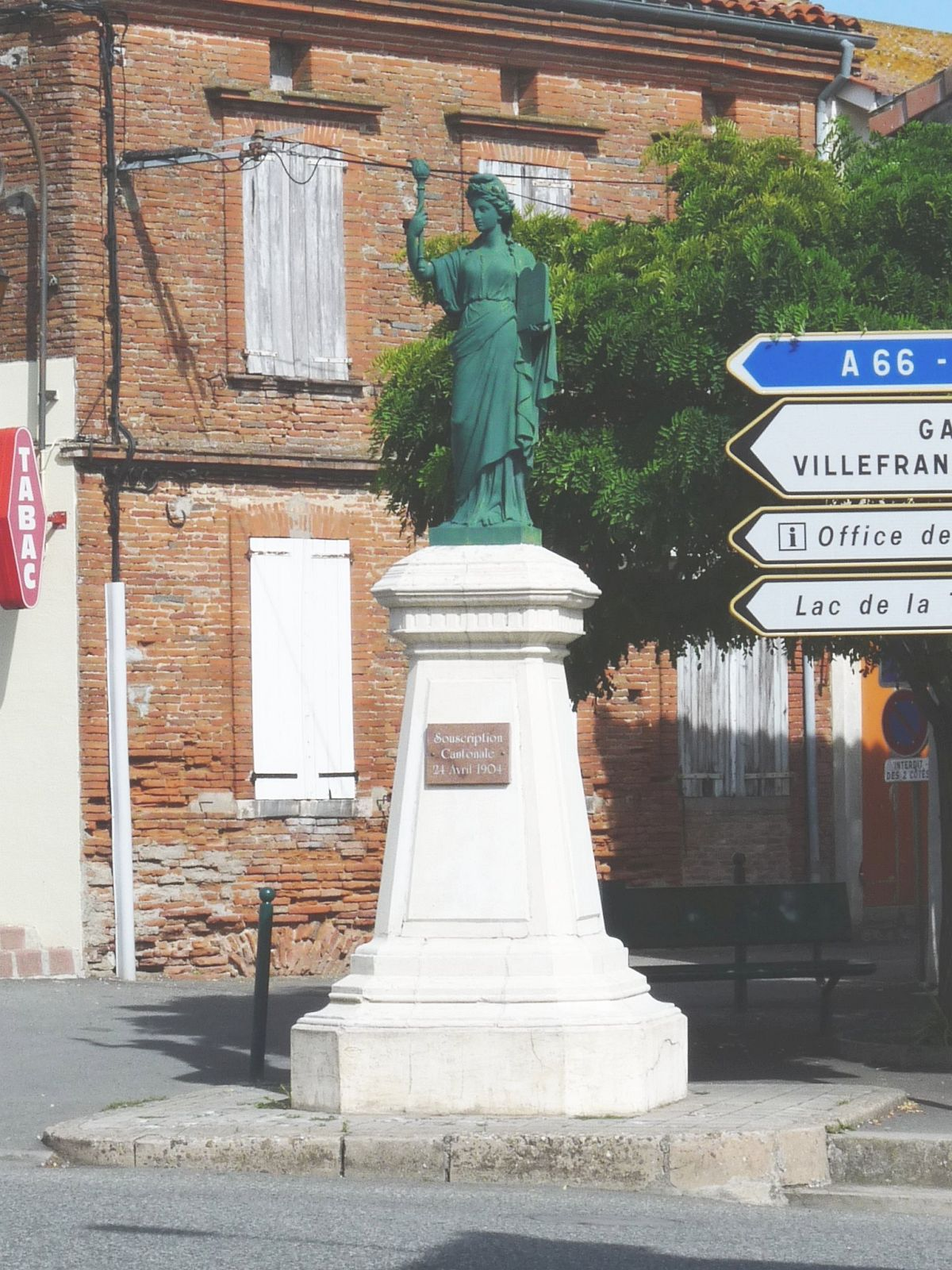
Statue de la Liberté.
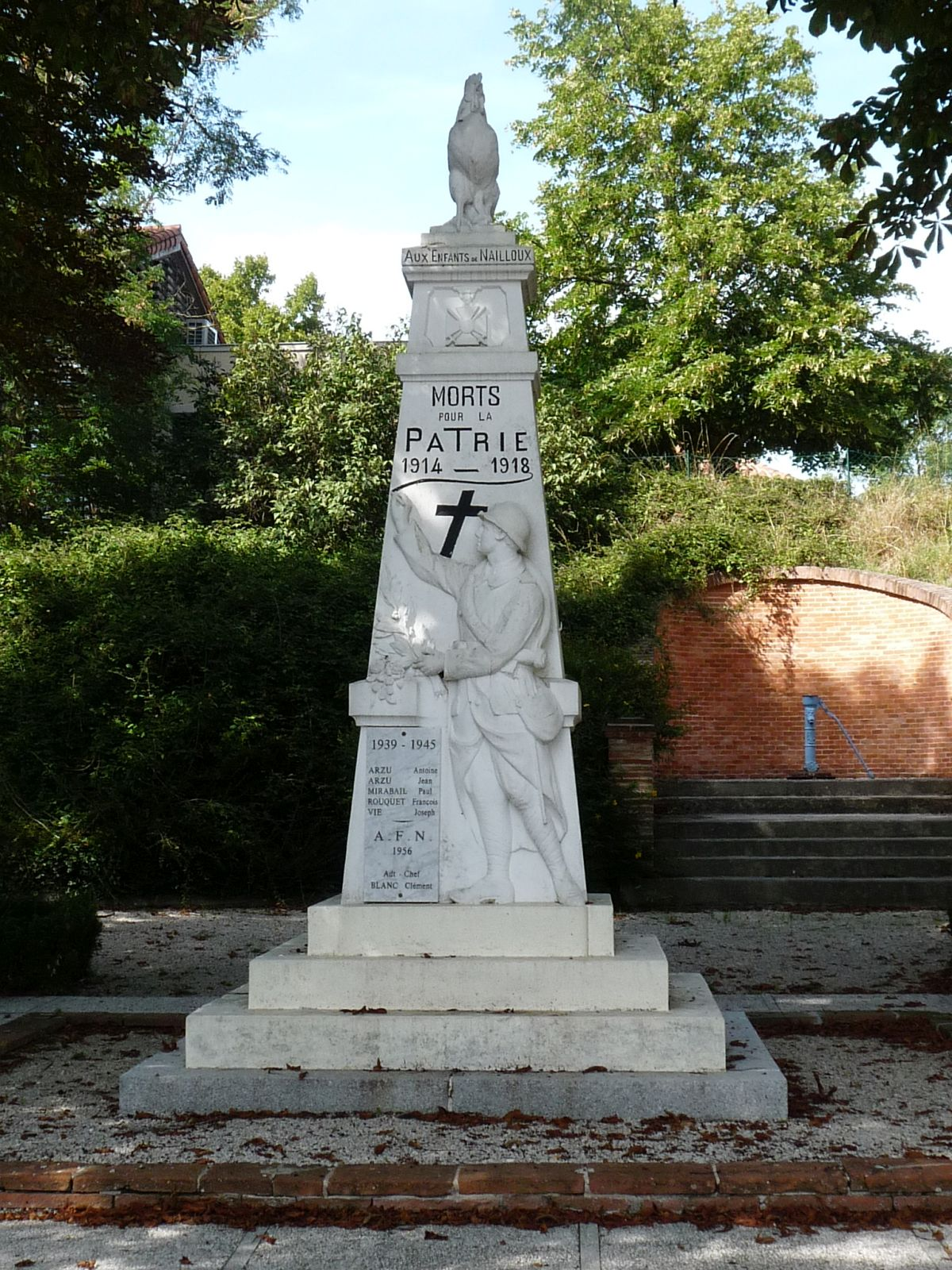
Monument aux morts.

### Personnalités liées à la commune
- Georges Baccrabère, prêtre, archéologue et historien.
- Patrick Bentaboulet, joueur de rugby à XV.
- Jeanne-Marie Desclaux, religieuse, cofondatrice de Notre-Dame de la Compassion.
- Fabien Pelous, ancien capitaine du XV de France et recordman français des sélections en équipe nationale.

### Héraldique
| Blason de Nailloux | Blason  | D'or à la barre de sable.                                                                                                |
| Blason de Nailloux | Détails | Attribué par Charles d'Hozier en 1696.                                                                                   |
| Blason de Nailloux | Alias   | D'or à la lettre V capitale de sinople. Blason du hameau de Viviers-lès-Nailloux, attribué par Charles d'Hozier en 1696. |

## Pour approfondir